# Strączków
Strączków – wieś sołecka w Polsce położona w województwie świętokrzyskim, w powiecie sandomierskim, w gminie Samborzec.
| SIMC    | Nazwa                  | Rodzaj    |
| ------- | ---------------------- | --------- |
| 0807100 | Strączków Klimontowski | część wsi |

## Położenie
Wieś o zabudowie zwartej, usytuowana na wyżynie, przy drodze powiatowej nr. 0800T z  Samborca do Klimontowa. Przepływa przez nią rzeka Kępianka. Powierzchnia zajmowana przez miejscowość wynosi 189,86 ha, graniczy od wschodu z Chobrzanami i Gorzyczanami, od południa z Ryłowicami, od zachodu z Jachimowicami, a od północy z Janowicami.

## Historia
Pierwsza wzmianka o miejscowości powstała w XIII wieku.  W 1277 r. miejscowość figurowała w dokumentach pod nazwą Stranczlów, znajdował się w niej folwark. Wieś należała do uposażenia Opactwa Cystersów w Koprzywnicy.  Wymienił ją legat papieski, biskup firmański Filip w łacińskim dokumencie z lipca 1279 r. wystawionym w Budzie na Węgrzech potwierdzając opatowi klasztoru Cystersów w Koprzywnicy prawo do pobierania dziesięciny z szeregu polskich wsi w tym między innymi ze Strączkowa. 
W ostatnim ćwierćwieczu XVI wieku wieś znajdowała się  w województwie sandomierskim i należała bezpośrednio do klasztoru.  
Od 1954 Strączków stanowił część gminy Klimontów (był włączony w skład Gromadzkiej Rady Narodowej w Chobrzanach), a od 1973 r. – gminy Samborzec.
W latach 1975–1998 miejscowość administracyjnie należała do województwa tarnobrzeskiego.

## Demografia
Pod koniec XVIII wieku wieś zamieszkiwało 53 osób, a w 1864 roku liczba ta urosła do 65. W 2011 roku liczba ludności Strączkowa wynosiła 179.

## Dawne części wsi – obiekty fizjograficzne
W latach 70. XX wieku przyporządkowano i opracowano spis lokalnych części integralnych dla Strączkowa zawarty w tabeli 1.

| Nazwa wsi – miasta   | Nazwy części wsi – miasta | Nazwy obiektów fizjograficznych – charakter obiektu                              |
| -------------------- | ------------------------- | -------------------------------------------------------------------------------- |
| I. Gromada CHOBRZANY |                           |                                                                                  |
| 1. Strączków         |                           | 1. Choiny – las, pole 2. Koprzywnickie – pole 3. Lesińce – pole 4. Ugorki – pole |